# Río Negro (Río Mayo)
Der Río Negro (span. für „schwarzer Fluss“) ist ein 57 km langer rechter Nebenfluss des Río Mayo in der Provinz Rioja in der Region San Martín im zentralen Norden Perus.

## Flusslauf
Der Río Negro entspringt in einem Höhenkamm im äußersten Südwesten des Distrikts Elías Soplín Vargas. Das Quellgebiet liegt auf einer Höhe von etwa 2340 m innerhalb des Waldschutzgebietes Bosque de Protección Alto Mayo. Der Río Negro fließt anfangs 3 km nach Norden, anschließend 10 km in östlicher Richtung durch das Bergland. Der Fluss passiert die Ortschaft Naciente de Río Negro und erreicht die Beckenlandschaft am oberen Río Mayo. Der Río Negro wendet sich im Mittellauf knapp 20 km nach Norden, anschließend im Unterlauf nach Nordosten. Auf diesen Flussabschnitten weist der Fluss ein stark mäandrierendes Verhalten auf. Bei Flusskilometer 25 kreuzt die Nationalstraße 5N den Fluss zwischen der westlich gelegenen Stadt Segunda Jerusalén und der östlich gelegenen Ortschaft Porvenir. Auf seinen letzten 14 Kilometern durchquert der Fluss ein bewaldetes Gebiet. Dort befindet sich das Schutzgebiet Reserva Ecológica Santa Elena. Die Flussmündung befindet sich wenige Meter oberhalb der Mündung des Río Tonchima.

## Einzugsgebiet
Das Einzugsgebiet des Río Negro umfasst eine Fläche von 344 km². Es erstreckt sich über Teile der Distrikte Elías Soplín Vargas, Rioja, Yuracyacu und Pósic. Das Einzugsgebiet grenzt im Westen an das des Río Yuracyacu sowie im Süden und im Osten an das des Río Tonchima (im Oberlauf: Río Salas). Der Höhenkamm, in dem sich das Quellgebiet befindet, ist überwiegend bewaldet. Die Beckenlandschaft besteht hauptsächlich aus landwirtschaftlichen Nutzflächen. Es gibt aber auch größere urbane Flächen mit Segunda Jerusalén und Porvenir.